# 소망의 기도
《소망의 기도》는 오전 11시부터 낮 1시까지 방송하는 FEBC FM의 라디오 프로그램이다.

## 출연자
- 김보령